# حزب من أجل الحرية

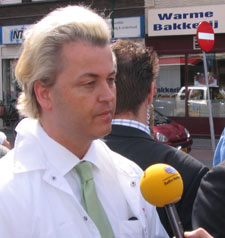
خيرت فيلدرز مؤسس وزعيم حزب من أجل الحرية

حزب من أجل الحرية (بالهولندية: Partij voor de Vrijheid)‏ هو حزب سياسي هولندي تأسس في 22 فبراير 2006. الحزب ذو توجهات يمينية متطرفة معادية للأجانب، خصوصاً المسلمين. مؤسس الحزب هو خيرت فيلدرز السياسي اليميني المتطرف الذي أثار عاصفة من الاحتجاجات في العالم الإسلامي بسبب إنتاجه لـفيلم فتنة وبسبب تصريحاته المتكررة ضد الإسلام.
في انتخابات 2010 حاز هذا الحزب 25 مقعداً من أصل 150 في مجلس النواب في البرلمان، ما جعله ثالث أكبر الأحزاب. كما يحظى هذا الحزب المتطرف بعشرة مقاعد في مجلس الشيوخ في البرلمان الهولندي و5 نواب في البرلمان الأوروبي.
الجدير بالذكر أن نائب رئيس تجمع الحزب في بلدية لاهاي «أرنود فان دورن» قد أعلن إسلامه رسميا في شهر مارس 2013.

## انظر ايضًا
- أرنود فان دورن
- يورام فان كلافيرين

## وصلات خارجية
- الموقع الرسمي لحزب حزب من أجل الحرية على شبكة الانترنيت: www.pvv.nl